# L'assoluto naturale
Pour plus de détails, voir Fiche technique et Distribution.
L'assoluto naturale est un film italien réalisé par Mauro Bolognini, sorti en 1969.

## Synopsis
La rencontre imprévue d'un intellectuel anglais, plutôt rêveur et idéaliste, et d'une belle bourgeoise débouche sur un voyage en automobile. Ils font l'amour dès la première occasion. Débutée avec beaucoup de naturel et de spontanéité, la rencontre est bientôt envenimée par de constantes disputes. Peter veut croire au grand amour. Ella cherche à l'en dissuader en échafaudant divers stratagèmes propres à susciter sa jalousie...

## Fiche technique
- Titre original : L'assoluto naturale
- Réalisation : Mauro Bolognini
- Scénario : M. Bolognini, Ottavio Jemma (en) et Vittorio Schiraldi d'après un roman de Goffredo Parise
- Photographie : Ennio Guarnieri - Couleurs
- Musique : Ennio Morricone
- Montage : Nino Baragli
- Décors : Giorgio Bini
- Costumes : Vanni Castellani
- Producteurs : Raimundo Castelli, Laurence Harvey (non crédité) -
- Sociétés de production : Cinecenta, Tirrenia Studios
- Pays d'origine :  Italie
- Genre : Film dramatique
- Durée : 90 minutes
- Année de sortie : 1969

## Distribution
- Laurence Harvey : Peter
- Sylva Koscina : Ella
- Isa Miranda : la mère d'Ella
- Felicity Mason : la tante
- Guido Mannari : le mécanicien
- Franca Sciutto : la dame de l'accident
- Isabella Cini : la grand-mère